# Semiothisa napensis
Semiothisa napensis är en fjärilsart som beskrevs av Mcdunnough 1939. Semiothisa napensis ingår i släktet Semiothisa och familjen mätare. Inga underarter finns listade i Catalogue of Life.